# Iveco Turbotech
Iveco TurboTech — вантажівки великої вантажності для міських і міжміських перевезань італійської компанії Iveco. Виробництво моделі почалося в 1990 році і тривало до 1993 року. 

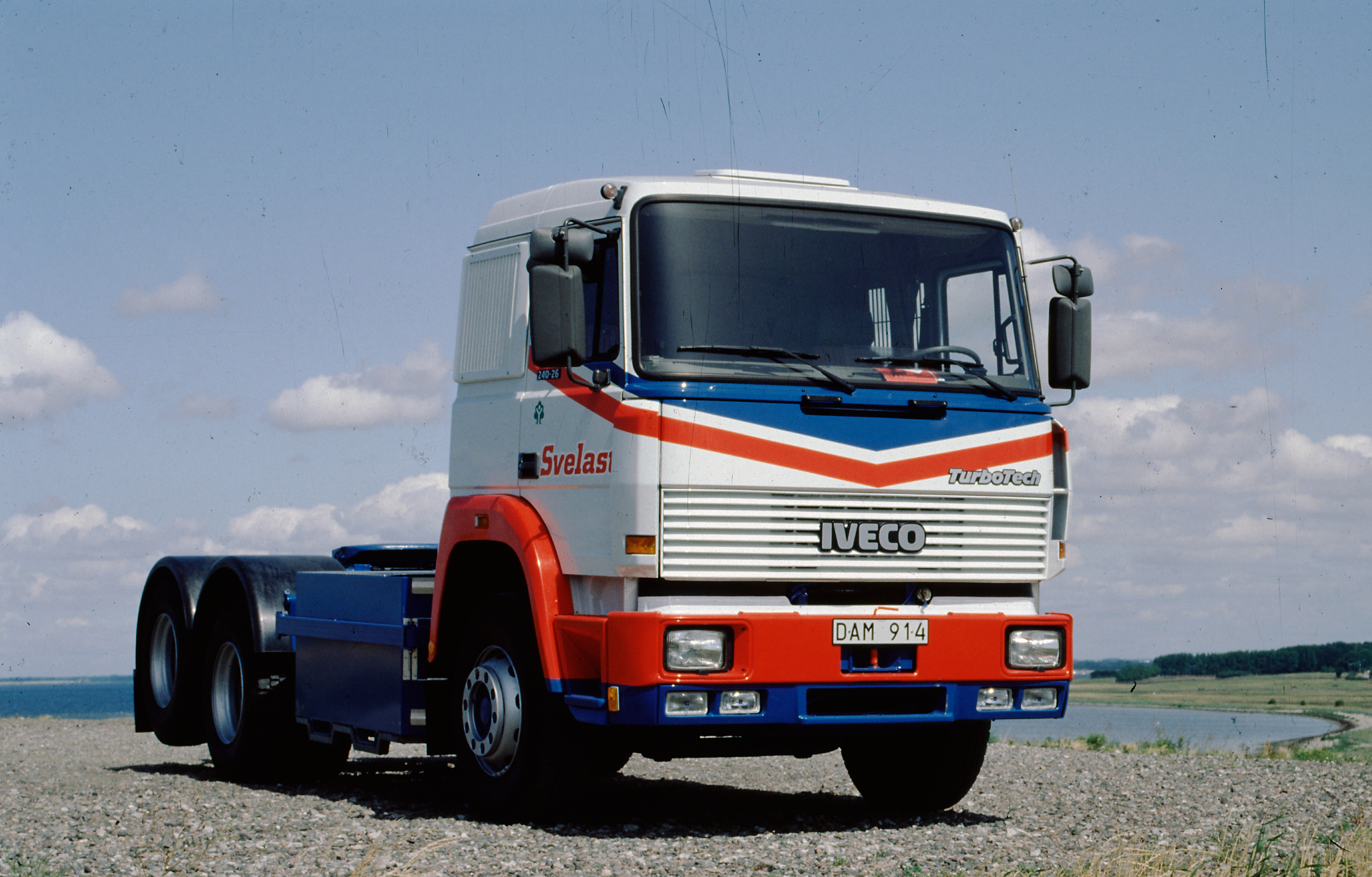

Iveco TurboTech змінив відомий Iveco 190 Turbo.
Автомобіль подібний на Iveco Turbostar, призначений для тривалих міжнародних поїздок. TurboTech має аналогічну кабіну, але з менш розкішним інтер'єром.

## Модифікації
- 190-26/190-26T (1990-1992): двигун Iveco 8460.21 6-циліндровий 9 500 см3 розвиває 260 к.с.
- 190-32/190-32T (1990-1992): двигун Iveco 8460.41 6-циліндровий 9 500 см3 розвиває 318 к.с.
- 190-36/190-36T/220-36 PT/240-36P (1990-1992): двигун Iveco 8210.42 6-циліндровий 13 798 см3 потужністю 377 к.с. при 1800 об/хв.